# 1978 Patrice
1978 Patrice је астероид главног астероидног појаса чија средња удаљеност од Сунца износи 2,194 астрономских јединица (АЈ).
Апсолутна магнитуда астероида је 13,0.